# 東野弘昭
東野 弘昭（とうの ひろあき、1939年（昭和14年）8月22日 - 2025年（令和7年）6月16日）は、囲碁の棋士。愛媛県出身、関西棋院所属、橋本宇太郎九段門下、九段。2005年10月31日引退。NHK杯戦優勝、関西棋院第一位決定戦優勝2回など。極めて渋い棋風。東野政治九段は弟。
1994年から2001年まで関西棋院理事。

## 経歴
旧満州に生まれる。6歳で囲碁を覚え、橋本宇太郎に入門。1951年初段。1970年九段。1979年にNHK杯戦で、決勝で高木祥一を破って優勝。
十段戦のトーナメント戦で活躍し「関西棋院の十段戦男」とよばれた。1982年に初の名人戦リーグ入りし、坂田栄男、林海峰を破るが、2勝6敗で陥落。1992年に棋聖戦九段戦5位で最高棋士決定戦に出場、決勝三番勝負に進むが、加藤正夫に0-2で敗れる。1997年2度目の名人戦リーグ入りするが、3勝5敗で陥落。
2025年6月16日、心不全のため死去した。85歳没。

### タイトル歴
- NHK杯戦 1979年
- 関西棋院早碁名人戦 1959年
- 関西棋院選手権戦 2回
- 関西棋院第一位決定戦 1987、89年

### その他の棋歴
- NHK杯戦 準優勝 1999年
- 関西棋院選手権戦 準優勝 1971、72年
- 関西棋院第1位決定戦 準優勝 1972、74年
- 日中囲碁交流代表団 1977年 5-1-1
- リコー杯ペア碁選手権優勝 2000年 吉田美香とのペア
- 名人戦リーグ2期

- 2000年 第8回関西囲碁将棋記者クラブ賞受賞

## 著作
- 『東野詰碁1200題』囲碁データハウス 2005年（パソコンソフト）

報知新聞に連載した約1200題の詰碁を収録したもの。
- 『現代囲碁大系(45) 関西棋院精選集』講談社 1981年（佐藤直男　藤木人見　松浦吉洋　関山利夫　小山鎮男　宮本義久　東野弘昭　白石裕　石井新蔵　牛窪義高　苑田勇一）